# غازي مشعل عجيل الياور
غازي مشعل عجيل الياور (من مواليد 11 مارس 1958) هو سياسي عراقي. شغل منصب نائب رئيس الجمهورية في ظل الحكومة العراقية الانتقالية عام 2006، وكان رئيسًا مؤقتًا للعراق من عام 2004 إلى 2005. كما تولّى رئاسة مجلس الحكم العراقي في عام 2004 بعد غزو العراق بقيادة الولايات المتحدة.
كان الياور في الأصل عضوًا في مجلس الحكم العراقي الذي أُنشئ بعد غزو العراق عام 2003. وفي عام 2004، عيّنه المجلس رئيسًا مؤقتًا لجمهورية العراق بعد تسليم السيادة من سلطة الائتلاف المؤقتة إلى الحكومة العراقية في 28 يونيو من نفس العام وذلك بعد اغتيال رئيسه عز الدين سليم. ثم عينه بول بريمر رئيسا لجمهورية العراق وذلك بعد اعتذار عدنان الباجه جي عن منصب الرئاسة.

## حياته
أنهى دراسته الجامعية وحصل على بكالوريوس هندسة مدنية من كلية الهندسة بجامعة الملك فهد للبترول والمعادن في مدينة الظهران في المملكة العربية السعودية عام 1986م. ودرس الماجستير في جامعة جورج واشنطن بواشنطن. وعمل في منصب نائب رئيس شركة فرحان هيكاب تكنولوجي وهي واحدة من شركات (خاله) الشيخ أحمد نايف الفيصل الجربا.

## أصوله
الشيخ عجيل الياور هو جد الشيخ غازي يعد من أبرز شيوخ قبيلة شمر، وهو ينتمي إلى عائلة من السياسيين، وقام جده سالم بتوحيد جميع قبائل شمر، حيث أنه سيطر على نجد بعد اتخاذ حائل شمال الجزيرة العربية مركزاً لهم، وهي مدينة شمر الأصلية. وعندما كان المصدر الأساسي للرزق في نجد هي الغزوات والحروب بين القبائل والفقر في نجد كان العراق يتمتع بالخير الكثير من الزراعة والطرق التجارية فاتجهت القبيلة بقيادة مطلق الجربا شيخ شمل شمر وسرعان ما سيطر على مناطق شاسعة في العراق، بدءاً من 1791 م. فأقاموا في العراق وفي دور الشيخ فارس الجربا سيطرت القبيلة على منطقة شمال العراق، وسيطرت على الجزيرة بين نهري دجلة والفرات وفرضت السيطرة على القبائل آنذاك إلا أن خطر الفرس كان يهدد بغداد، فاستعان الوالي العثماني عليه بالشيخ صفوق الجربا (صفوق المحزم) فهجمت قبيلة شمر على معسكر الفرس عند نهر ديالى وفي خطة محكمة تخللها الكر والفر بين شمر والفرس استطاعت قبيلة شمر بقيادة الشيخ صفوق الجربا دحر الغزو الفارسي ونهب المعسكر، فقام الوالي العثماني بتكريم الشيخ صفوق بإقطاعه مدينة عانة وكان الشيخ آنذاك يأخذ الضرائب على القوافل التي تدخل الجزيرة لصالح القبيلة، إلى أن تجلّت مساعي الشيخ صفوق الرامية لاستقلال العراق وفصله عن الدولة العثمانية، وذلك لجعل العراق أرضاً عربية مستقلة فقام الشيخ صفوق بحصار بغداد لمدة ثلاثة أشهر ثم توعد والي بغداد بإعادة هذا الهجوم مرة أخرى، فقام الوالي العثماني بإرسال دعوة للشيخ صفوق بحجة المناقشة في الاستقلال لكن ظهر أَن هذه الدعوة ليست إلا مكيدة، فقتل الشيخ صفوق غدراً، ولكن هذا المقتل لم يردع قبيلة شمر فبعد أن تولى المشيخة عبد الكريم الجربا (أبو خوذة) قام بشن عدة غارات على المنشآت ومقرات العثمانيين فازداد الخطر على جنود الدولة العثمانية فقام زعماء إحدى القبائل العربية بإرسال دعوة إلى الشيخ (أبو خوذة ) فأشار بعض رجال قبيلة شمر عليه أن يأخذ معه عدداً كبير من الرجال لكن الشيخ أبو خوذة رفض ولم يأخذ سوى عدد قليل، لأنه لم يكن يتوقع الغدر من هذه العائلة وعندما وصل رفع غطاء الخيمة وكان وراءها عدد كبير من الجنود العثمانيين فحاصروه وأعدم على جسر في الموصل بتهمة الخروج على السلطنة العثمانية ثم تسلم مشيخة القبيلة فرحان بن صفوق بن فارس الجربا الملقب ب فرحان باشا ثم ب فيصل الفرحان الصفوق الجربا ثم عجيل العبد العزيز الفرحان الجربا، وفي عام ثم أحمد عجيل العبد العزيز الجربا (أحمد عجيل الياور)1958 قام الشيخ أحمد العجيل الجربا الاقطاعي الكبير ومعه أبناء قبيل شمر بتجريد السلاح من الشيوعيين في مناطق محافظة نينوى وكان هدف ثورتهم أن يهجموا على بغداد للإطاحة بنظام عبد الكريم قاسم وأخذ الثأر لملوك العراق الهواشم النظام الملكي العراقي الذين كانوا مستفدين من حكمهم فقد كان الاقطاع المتمثل في شيوخ العشائر إلا أن الثورة أعلن عنها قبل أن تستعد استعداداً كامل وقام الإعلان عنها من قبل أحد الضباط من أهل الموصل الذي كان مشتركًا في الثورة وقام الجيش بحملة كبيرة على الثوار فانسحب بعض القادة إلى سوريا وعدد من أبناء قبيلة شمر، ثم محسن عجيل العبد العزيز الجربا ولا يزال هو شيخ مشايخ شمر.

## الرئاسة
بعد الإطاحة بصدام حسين في أبريل 2003، عاد الياور إلى العراق بناءً على طلب عمه محسن الياور. بعد اغتيال رئيس مجلس الحكم العراقي عز الدين سليم في 17 مايو 2004، تولى غازي الياور رئاسة مجلس الحكم الدورية لشهر مايو. خلال فترة ولايته كرئيس مؤقت، والتي أدت إلى حل مجلس الحكم، تحدث الياور ضد الفهم الخاطئ بأن السنة العرب في العراق كانوا يتمتعون بامتيازات كبيرة في ظل حكم صدام حسين. أكد الياور بحزم أن "صدام لم يكن يؤمن بأي دين أو مذهب – فقد كانت مظالمه تُلحق بالسنة والشيعة والأكراد وجميع المجموعات والطوائف الوطنية الأخرى." لم يكن يميز بين عراقي وآخر."
كان من المقرر أن يكون الياور آخر من يتولى رئاسة المجلس بالتناوب، لفترة تستمر حتى 30 يونيو 2004، وهو التاريخ المتوقع للانتقال إلى السيادة العراقية الرسمية. بدلاً من ذلك، تم اختياره في وقت مبكر ليكون رئيس الدولة الرسمي للعراق، ويشغل المنصب الرمزي إلى حد كبير "رئيس الدولة" للعراق. فضل المبعوث الأممي الأخضر الإبراهيمي عدنان الباجه جي، لكن معظم أعضاء مجلس الحكم كانوا يفضلون الياور. اتهم أعضاء المجلس الأمم المتحدة بمحاولة فرض رئيس عراقي جديد ضد إرادتهم. النزاع أخر إعلان الحكومة المؤقتة التي ستقود العراق من نهاية الشهر، ولكن في 1 يونيو 2004 أكد المبعوث الخاص إلى العراق، الأخضر الإبراهيمي، تعيين الشيخ غازي رئيساً مؤقتاً. أياد علاوي، الذي شغل منصب رئيس الوزراء خلال رئاسة الياور، هو مسلم شيعي. مثل الاثنان معًا أكبر الطوائف الإسلامية في العراق. أدى الياور والحكومة العراقية المؤقتة اليمين في 28 يونيو 2004، عندما سلمت الائتلاف الذي تقوده الولايات المتحدة السلطة قبل يومين من الموعد المحدد.
اختيار الشيخ غازي كرئيس مؤقت، الذي تم مقاومته في البداية ثم قبوله من قبل المسؤولين الأمريكيين في العراق، هو اعتراف إضافي بالانتعاش القبلي في هذا الوقت. على الرغم من أن هذا المنصب وُصف بأنه شرفي إلى حد كبير، إلا أنه في الواقع مارس تأثيرًا رمزيًا وسياسيًا. بصفته زعيمًا قبليًا سنيًا، طمأن رفاقه السنة بينما مثل أيضًا نوعًا مألوفًا من شخصية السلطة للأكراد القبليين، وتجسد القيم التقليدية التي يقدرها الشخصيات الدينية الشيعية. فالح ع. جبار، زميل أول في معهد الولايات المتحدة للسلام في واشنطن، وصف الشيخ غازي بأنه "شخصية قبلية تعرف الطرق الحديثة، وليس قائدًا حديثًا يعرف الطرق القبلية." إنه ذكي، حذر في اختيار الكلمات ويُقدّر أولوية السن، وهي قيمة عليا لدى القبائل. كونك شيخًا، عليك أن تعطي القيادة لكل شخص باستثناء نفسك."
أشار ل. بول بريمر في مذكراته إلى أن جورج بوش نفسه حث على تعيين الياور، حيث "كان بوش معجبًا بامتنان غازي العلني للتحالف لإسقاط صدام وبعزيمته على مواصلة العملية نحو السيادة والديمقراطية النهائية."
لكن بالنسبة للعديد من العراقيين، كان الشيخ الياور جزءًا من مجلس الحكم، الذي فقد تقريبًا كل شرعيته بعد عجزه عن حل الأزمة العسكرية والسياسية التي اندلعت في جميع أنحاء العراق في أبريل. كان الياور ينتقد المجلس الانتقالي الطائفي بشكل علني، وغالبًا ما كان يعترف بأن المجلس كان يركز أكثر على البقاء من القضايا الجادة، مما زاد من مشاكل البلاد. "نجلس في المجلس بينما البلاد تحترق ونتجادل حول الإجراءات"، قال الشيخ غازي لمجلة كريستيان ساينس مونيتور. "نحن مثل البيزنطيين في القسطنطينية، نتجادل حول ما إذا كانت الملائكة ذكورًا أم إناثًا بينما البرابرة عند البوابة." مثل أياد علاوي، رئيس الوزراء، والعديد من أعضاء المجلس الذين تم تعيينهم في وظائف جديدة في الحكومة والوزارات، واجه صراعًا للتغلب على دوره كعضو سابق في المجلس.
أثبت الياور عزيمته على عدم الظهور كدمية لقوات التحالف. لم يتردد في انتقاد الولايات المتحدة بسبب نقص الأمن المروع في العراق. "نحن نلوم الولايات المتحدة بنسبة 100 في المئة على الأمن في العراق"، قال. "لقد احتلوا البلاد، وحلوا الوكالات الأمنية، وتركوا حدود العراق مفتوحة لمدة 10 أشهر لأي شخص يدخل دون تأشيرة أو حتى جواز سفر."
بالإضافة إلى ذلك، أدان الشيخ غازي الولايات المتحدة لبقائها في مجمع القصر الجمهوري الرئاسي السابق لصدام حسين وتحويله إلى سفارتها، كما اقترحت بعض التقارير. "هذا مثل شخص يضع إصبعه في عين شخص آخر"، أعلن.

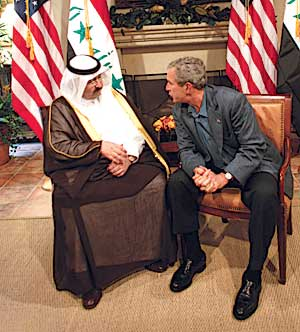
الرئيس جورج بوش يتشاور مع العاوري خلال قمة مجموعة الثمانية في 9 يونيو 2004 في جزيرة البحر، جورجيا.

مع تصاعد الحصار الذي قادته قوات التحالف في الفلوجة خلال فترة ولايته كرئيس مؤقت، انتقد العياور الهجوم علنًا، والذي أدى قبل بضعة أشهر إلى اقترابه من الاستقالة من مجلس الحكم احتجاجًا على أفعال التحالف. قال لرويترز "أنا أختلف تمامًا مع أولئك الذين يرون ضرورة حل قضية (الفلوجة) من خلال العمل العسكري." تعامل التحالف مع الأزمة خاطئ. إنه مثل شخص أطلق الرصاص على رأس حصانه فقط لأن ذبابة هبطت عليه؛ الحصان مات والذباب ذهب." أدان أفعال قوات التحالف، محملاً إياها المسؤولية الكاملة (وفقاً لقرار الأمم المتحدة) عن توفير الأمن والمساعدات للشعب العراقي.

## ما بعد الرئاسة
شغل الياور منصب رئيس العراق بصفة مؤقتة حتى يتمكن البرلمان العراقي المنتخب من اختيار رئيس دائم جديد، كما هو منصوص عليه في قانون إدارة الدولة العراقية للفترة الانتقالية. حدث هذا في 6 أبريل 2005 عندما تم انتخاب جلال طالباني رئيسًا، وقبل الياور، بعد الكثير من المفاوضات، أن يشغل منصب أحد نائبَي الرئيس العراقيين.
كنائب للرئيس، تناول الشيخ غازي بعض التحديات العديدة التي واجهتها الحكومة الجديدة. بسبب مقاطعة الانتخابات من قبل السنة العراقيين، تمسك الياور بقناعته بأن الدستور الجديد يجب ألا يُكتب في ضوء الانتخابات الماضية التي خلقت وضعًا فريدًا – حيث لم يتمكن قطاع كامل من الشعب العراقي من المشاركة فيها. كان من المفترض أن تُؤخذ نتائج الانتخابات كأساس لتحقيق التوازن في صياغة دستور لجميع العراقيين. الدستور، كما قال الياور في مقابلة مع الشرق الأوسط، "كان من المفترض أن يكون دائمًا لجميع العراقيين وأن يهتم بهم جميعًا وألا يكون 100 بالمئة أهواء مجموعة أو دين أو أيديولوجية، بل يجب أن يكون له أرضية مشتركة وقواسم مشتركة أكثر للشعب العراقي." في هذا الوقت، دعا الياور إلى فصل الدين عن السياسة، معتقدًا أن الدين مقدس جدًا ليتم تلويثه بالسياسة. "الدين يوجه البلاد نحو الرفاهية العامة والمحبة بينما السياسة هي الكثير من التخطيط والمناورات والمراوغات والتسويات ومن غير المناسب أن تتنكر بزي الدين."
في انتخابات يناير 2005 للجمعية الوطنية العراقية، كان هو قائد قائمة العراقيين (العراقيون)، وهي أكبر قائمة علمانية من المرشحين بقيادة سني. قائمة ياسر فازت بحوالي 150,000 صوت، أي 2% من الأصوات الوطنية. الياور، أحد قلة من القادة السنة الذين لم يقاطعوا الانتخابات، والشخصية السنية الوحيدة ذات المكانة الوطنية التي يبدو أنها قامت بتأمين مكان للقائمة، حصل على خمسة مقاعد في البرلمان.
في انتخابات يناير 2006، انضم إلى ائتلاف القائمة العراقية مع سياسيين علمانيين آخرين مثل إياد علاوي وعدنان الباجه جي. ثم أصبح عضوًا في البرلمان العراقي وبعد فترة قصيرة من الزمن استقال من البرلمان ليعود إلى حياته الخاصة. على الرغم من أنه كان من الصعب العثور على أبحاث أو استطلاعات حول هذا الموضوع، فقد اقترح بعض المعلقين السنة، مثل "منعطف النهر" من بغداد برنينغ، أن الأداء الضعيف لغازي الياور في الانتخابات كان إلى حد كبير بسبب قلة تقديره من قبل السنة العراقيين العاديين، حيث أطلق عليه لقب "البقرة الضاحكة".

## روابط خارجية
- غازي مشعل عجيل الياور على موقع مونزينجر (الألمانية)
- غازي مشعل عجيل الياور على موقع إن إن دي بي (الإنجليزية)